# Кринін Олександр Едуардович
Олександр Едуардович Кринін (рос. Александр Эдуардович Крынин; 1 травня 1995, Воронеж, Росія — 28 березня 2022, Мала Рогань, Україна) — російський офіцер, старший лейтенант ЗС РФ. Герой Російської Федерації.

## Біографія
Провчився 4 класи у Воронезькій школі №95, після чого в 2007 році вступив у Михайлівський кадетський корпус. В 2013/18 роках навчався в Московському вищому загальновійськовому командному училищі за спеціальністю «управління персоналом». Після закінчення училища був призначений командиром мотострілецького взводу 488-го мотострілецького полку 144-ї мотострілецької дивізії, пізніше — мотострілецької роти 59-го танкового полку своєї дивізії. З 24 лютого 2022 року брав участь у вторгненні в Україну, заступник начальника штабу мотострілецького батальйону своєї дивізії. Через місяць був призначений начальником штабу батальйону. 28 березня був важко поранений осколками в обидві ноги і в той же день помер від втрати крові. 15 травня був похований в Кочетівці.

## Нагороди
Отримав декілька нагород, серед яких:
- Медаль «За участь у військовому параді в День Перемоги»
- Звання «Герой Російської Федерації» (11 серпня 2022, посмертно) — «за мужність і героїзм, проявлені під час виконання військового обов'язку.» 2 вересня медаль «Золота зірка» була передана рідним Криніна губернатором Воронезької області Олександром Гусєвим.